# 아르간기름

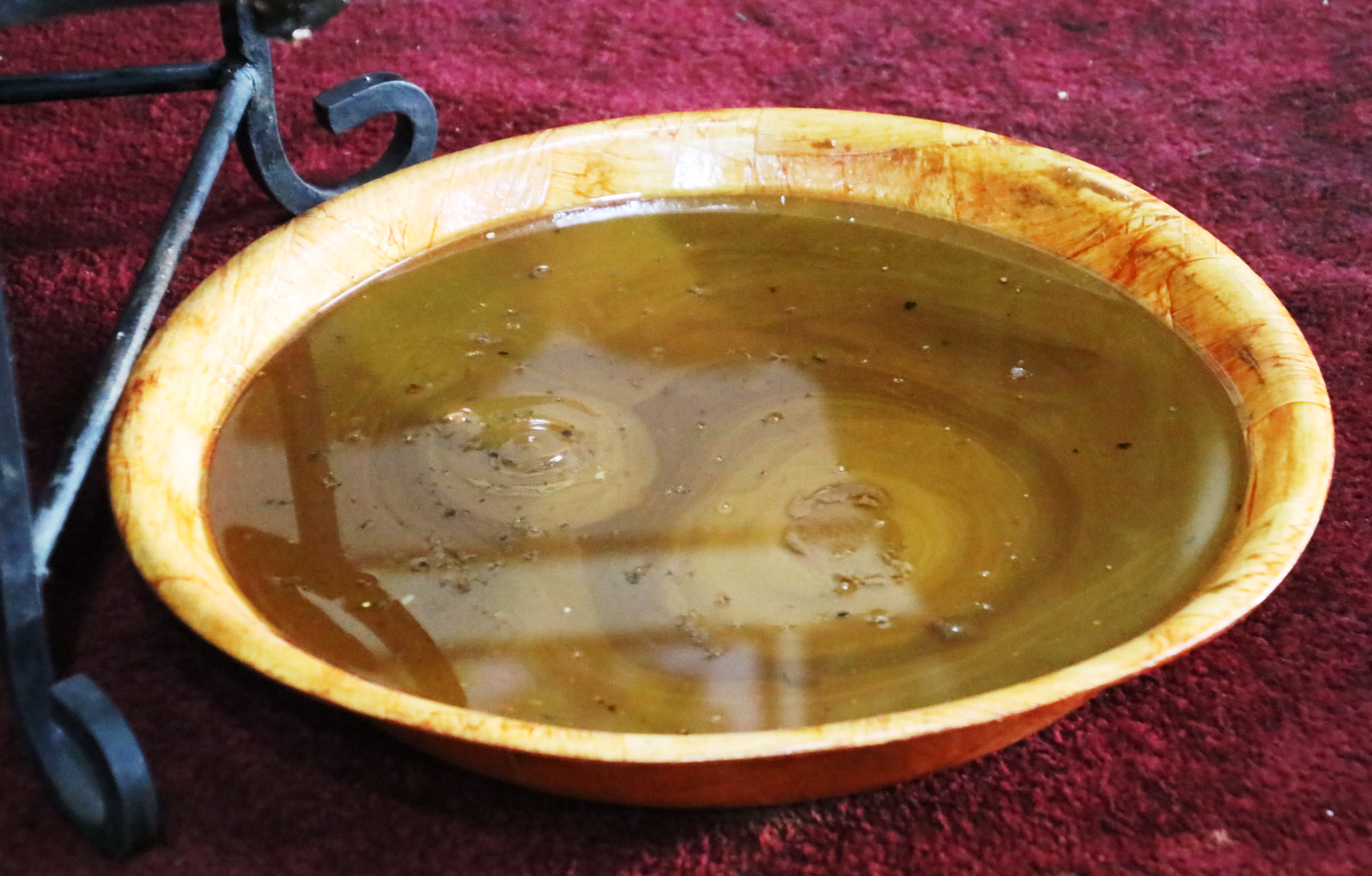
아르간기름

아르간기름은 아르간나무 씨로 짠 기름이다. 아르간나무의 원산지인 모로코에서는 아르간기름에 빵을 찍어먹거나 쿠스쿠스나 파스타에 아르간기름을 뿌려 내는 등 식용유로 쓰인다. 미용에 쓰이기도 한다.